# Montealto: Regreso a la casa
Montealto: Regreso a la casa fue un programa de televisión producido por La Fábrica de la Tele y Mediaset España para su emisión en Telecinco estrenado el 1 de febrero de 2022, presentado por Jorge Javier Vázquez y Rocío Carrasco, donde se hizo una reconstrucción de la que fue la casa de la cantante Rocío Jurado sus últimos 20 años.

## Formato
El programa se emite desde el plató 6 de Mediaset España, donde se ha reconstruido una réplica casi idéntica de la que fue la casa de Rocío Jurado. El programa se sitúa en el prime time y el late night de la cadena, desde las 22:00 hasta las 02:30. A lo largo del formato, los presentadores, Jorge Javier Vázquez y Rocío Carrasco abren dos o tres estancias además de comentarlas con los colaboradores presentes en el plató. Adicionalmente, Rocío contesta a las declaraciones de sus familiares y de su hija en los diferentes espacios de la cadena.

## Equipo

### Debate
DirecciónÓscar Cornejo
Presentadores del debate en plató
| Rocío Carrasco       | Hija de Rocío Jurado |  |  |  |  |  |
| Jorge Javier Vázquez | Presentador          |  |  |  |  |  |

Colaboradores del debate en plató
| Colaboradores        | Información                     | Episodios | Episodios | Episodios | Episodios | Episodios | Episodios |
| Colaboradores        | Información                     | 1         | 2         | 3         | 4         | 5         |           |
| -------------------- | ------------------------------- | --------- | --------- | --------- | --------- | --------- | --------- |
| Carlota Corredera    | Periodista y presentadora       |           |           |           |           |           |           |
| Belén Esteban        | Colaboradora de Sálvame         |           |           |           |           |           |           |
| Valeria Vegas        | Periodista                      |           |           |           |           |           |           |
| Nacho Gay            | Periodista                      |           |           |           |           |           |           |
| Carmen Duerto        | Periodista                      |           |           |           |           |           |           |
| Juan Luis Galiacho   | Periodista                      |           |           |           |           |           |           |
| Paloma García-Pelayo | Periodista                      |           |           |           |           |           |           |
| Lydia Lozano         | Periodista                      |           |           |           |           |           |           |
| Terelu Campos        | Colaboradora de televisión      |           |           |           |           |           |           |
| Ana Bernal Triviño   | Periodista                      |           |           |           |           |           |           |
| Belén Rodríguez      | Periodista                      |           |           |           |           |           |           |
| Isabel Rábago        | Periodista                      |           |           |           |           |           |           |
| Luis Pliego          | Director de la revista Lecturas |           |           |           |           |           |           |

Invitado
- Tamara Jerez (Episodio 2-3)
- Lorena Gómez (Episodio 3)
- José Antonio Rodríguez (Episodio 4)
- Ana Jurado (Episodio 5)

## Recepción
El programa no ha obtenido las audiencias esperadas, al ser superado por el concurso musical de Antena 3 Tu cara me suena cambiando de tendencia las dos últimas semanas plantándole cara al programa de Antena 3.

## Episodios
| Temporada | Temporada | Episodios | Estreno              | Final                 | Audiencia media | Audiencia media |
| Temporada | Temporada | Episodios | Estreno              | Final                 | Espectadores    | Cuota           |
| --------- | --------- | --------- | -------------------- | --------------------- | --------------- | --------------- |
|           | 1         | 5         | 1 de febrero de 2022 | 18 de febrero de 2022 | 1 691 000       | 14,6%           |

### Temporada 1 (2022)
| N.º (Prog.) | Estancia descubierta                                                                    | Fecha de emisión      | Audiencia         |
| ----------- | --------------------------------------------------------------------------------------- | --------------------- | ----------------- |
| 1           | Habitación niña                                                                         | 1 de febrero de 2022  | 1 928 000 (12,2%) |
| 2           | Dormitorio principal, salón y vestidor                                                  | 4 de febrero de 2022  | 1 345 000 (14,0%) |
| 3           | Baño                                                                                    | 7 de febrero de 2022  | 1 536 000 (9,7%)  |
| 4           | Documental "El precio del silencio"                                                     | 11 de febrero de 2022 | 1 889 000 (19,1%) |
| 5           | Documental "Los papeles de la Rota" y "Licencia para hablar" comedor, cocina y despacho | 18 de febrero de 2022 | 1 759 000 (18,2%) |